# Cierges
Cierges é uma comuna francesa na região administrativa de Altos da França, no departamento de Aisne. Estende-se por uma área de 8,22 km². Em 2010 a comuna tinha 65 habitantes (densidade: 7,9 hab./km²).